# Cry of Achilles
Singles de Alter Bridge
Addicted to Pain
(2013) Waters Rising
(2014)
Cry of Achilles est le dixième single du groupe Alter Bridge, sorti le 22 avril 2014. C'est le second single de l'album Fortress, sorti le 25 septembre 2013.

## Liste des chansons
| 1. | Cry of Achilles | 6:30 |

| 1. | Cry of Achilles | 6:36 |